# أرنولد أنتونين
أرنولد أنتونين (بالإنجليزية: Arnold Antonin)‏ (مواليد 1942 في بورت أو برانس، هايتي)، هُو مخرج أفلام هايتي.

## وصلات خارجية
- أرنولد أنتونين في قاعدة بيانات الأفلام على الإنترنت